# Sistema aberto (física)
Em física e demais ciências naturais, um sistema aberto é um sistema completamente permeável à energia e à matéria. 
Se a fronteira é semipermeável à matéria, ou seja, é seletiva quanto à permeabilidade química, o sistema é dito semiaberto.
O oposto de um sistema aberto é um sistema isolado. Nesse a fronteira mostra-se totalmente restritiva ao fluxo de matéria e energia.
| Sistemas           | Matéria | Energia | Calor | Trabalho | Entropia | Volume |
| ------------------ | ------- | ------- | ----- | -------- | -------- | ------ |
| Sistema aberto     | Sim     | Sim     | Sim   | Sim      | Sim      | Sim    |
| Sistema fechado    | Não     | Sim     | Sim   | Sim      | Sim      | Sim    |
| Sistema isolado    | Não     | Não     | Não   | Não      | Não      | Não    |
| Sistema adiabático | Não     | Sim     | Não   | Sim      | Não      | Sim    |
| Sistema isocórico  | Não     | Sim     | Sim   | Não      | Sim      | Não    |